# Ígor Paklin
Ígor Paklin (15 de junio de 1963 en Frunze, Kirguistán) fue un atleta especialista en salto de altura que compitió representando a la Unión Soviética y que fue uno de los mejores saltadores del mundo en la década de los 80, además de uno de los más elegantes en la ejecución de sus saltos. Batió el récord mundial tanto al aire libre como en pista cubierta, fue campeón mundial en pista cubierta en Indianápolis 1987, subcampeón mundial al aire libre en Roma 1987 y campeón europeo en Stuttgart 1986.

## Biografía
Se dio a conocer en 1983 cuando con 19 años hizo en Taskent, Uzbekistán, un salto de 2,33, que fue la sexta mejor marca del mundo ese año. Más adelante ganó el oro en la Universiada de Edmonton, y fue 4.º en los Mundiales al aire libre de Helsinki. El 1 de febrero de 1984 batió en Milán el récord mundial indoor con 2,36. Sin embargo el récord fue superado pocos días después por el alemán occidental Carlo Thränhardt en Berlín Oeste.
El boicot de su país a los Juegos Olímpicos de Los Ángeles 1984 le impidió participar cuando era un claro aspirante al oro. El 4 de septiembre de 1985 estableció el récord al aire libre con 2,41 en la Universiada de Kōbe, Japón, mejorando en un centímetro el récord que pocas semanas antes había establecido su compatriota Rudolf Povarnitsin.
El récord de Paklin se mantuvo vigente hasta el 30 de junio de 1987 cuando el sueco Patrick Sjoeberg lo superó también por un centímetro en Estocolmo. Se proclamó campeón de Europa al aire libre en Stuttgart 1986 con 2,34 un nuevo récord de los campeonatos, por delante del también soviético Sergei Malchenko y del alemán Carlo Thränhardt, ambos con 2,29 A la semana siguiente hizo en Rieti la mejor marca mundial de la temporada con 2,38
En 1987 fue campeón mundial en pista cubierta en Indianápolis, en un duelo muy reñido con Gennadi Avdeyenko. Ambos superaron los 2,38 pero fallaron en 2,40, por lo que tuvo lugar un desempate, primero sobre 2,38 que ambos fallaron esta vez, y luego sobre 2,36 que solo Paklin pudo superar, ganando así el título.
El 6 de septiembre de ese año fue 2.º en los Mundiales al aire libre de Roma, por detrás del sueco Patrick Sjoeberg. Pese a saltar la misma altura que el ganador (2'38) el sueco lo hizo en menos intentos y por eso ganó el oro. Era uno de los favoritos para ganar en los Juegos Olímpicos de Seúl 1988, pero finalmente no logró pasar de 2,31 y acabó en 7.º. De esta manera perdió su última oportunidad de ganar una medalla olímpica.
Después de los Juegos su carrera declinó rápidamente. Su última gran competición fueron los Mundiales al aire libre de Tokio en 1991 donde acabó 10.º.

## Resultados
| Año  | Competición           | Lugar                 | Puesto | Marca |
| ---- | --------------------- | --------------------- | ------ | ----- |
| 1983 | Universiada           | Edmonton, Canadá      | 1.º    | 2,31  |
| 1983 | Campeonatos del Mundo | Helsinki, Finlandia   | 4.º    | 2,29  |
| 1984 | Europeos Indoor       | Gotemburgo, Suecia    | 8.º    | 2,20  |
| 1985 | Universiada           | Kōbe, Japón           | 1.º    | 2,41  |
| 1985 | Copa del Mundo        | Canberra, Australia   | 4.º    | 2,25  |
| 1986 | Campeonatos de Europa | Stuttgart, RFA        | 1.º    | 2,34  |
| 1987 | Mundiales Indoor      | Indianápolis, EE. UU. | 1.º    | 2,38  |
| 1987 | Campeonatos del Mundo | Roma, Italia          | 2.º    | 2,38  |
| 1988 | Juegos Olímpicos      | Seúl, Corea del Sur   | 7.º    | 2,31  |
| 1991 | Campeonatos del Mundo | Tokio, Japón          | 10.º   |       |

## Marcas personales
- Al aire libre - 2,41 (Kōbe, 4 Sep 1985)
- En pista cubierta - 2,38 (Indianápolis, 7 Mar 1987)